# Аттая, Михаил Осипович
Михаил Осипович Аттая (1852, Дамаск — 16 сентября 1924, Москва) — российский лингвист-востоковед, педагог.

## Биография
По происхождению — сирийский араб; родился в местечке Мидан близ Дамаска.
После переезда родителей в Бейрут окончил в нём коммерческое училище и медицинский факультет Бейрутского университета, а затем словесный факультет Американского колледжа. В студенческие годы стал одним из членов-организаторов тайного общества «Снятие покрывала», боровшегося за права женщины. Вынужден был уехать за границу и в 1875 году принял российское подданство.
С 1873 года до своей смерти преподавал арабский язык, восточную каллиграфию и мусульманское право в Лазаревском институте восточных языков; был создателем библиотеки института и её заведующим (1874—1918). С 1919 года преподавал также на Восточном факультете Военной академии РККА.
В 1920 году был организатором Института живых восточных языков; стал его первым директором.
Являлся членом-корреспондентом московского археологического общества (с 1888). Собирал материалы для сравнительного семитского языкознания.
Скончался 16 сентября 1924 года (в 72 года), похоронен на Введенском кладбище.

## Труды
Автор около 40 работ по арабской филологии, в том числе учебных пособий.
- Практическое руководство к изучению арабского языка. — Казань, 1884.
- Словарь арабско-русский. — М., 1913.
- Руководство арабского языка (народно-разговорного). — М., 1923.
- Руководство для изучения разговорного арабского языка (сирийское наречие). — М., 1923; 1928.

Перевёл на русский язык книгу «Калила и Димна» (М., 1889), на арабский язык — «Интернационал» и «Манифест коммунистической партии».